# Derrick Jefferson
Derrick Jefferson est un boxeur américain né le 10 mars 1968 à Oak Park, Michigan.

## Carrière
Vainqueur des Golden Gloves et champion des États-Unis amateur dans la catégorie super-lourds en 1994, il passe professionnel l'année suivante et devient champion d'Amérique du Nord NABA des poids lourds par intérim le 20 mai 1999. Battu au 4e round par Oleg Maskaev le 4 mars 1995, il obtient néanmoins une chance de remporter un titre mondial en affrontant Wladimir Klitschko, champion WBC. Organisé à Munich le 24 mars 2001, Jefferson est mis hors de combat après 3 knockdowns dans le 2d round.

## Distinction
- Sa victoire au 6e round contre Maurice Harris est élue KO de l'année en 1999 par Ring Magazine.